# 리카르도 로드리게스 (축구인)
리카르도 로드리게스 수아레스(스페인어: Ricardo Rodríguez Suárez, 1974년 4월 3일 ~ )는 스페인의 축구 지도자로 현재 중국 슈퍼리그의 우한 싼전의 사령탑으로 재직 중이며 프로에서 뛴 경험은 없다.

## 대회 성적

### 클럽 (지도자)
BG 빠툼 유나이티드
- 코르 로열컵 : 준우승 (2015)

 도쿠시마 보르티스
- J2리그 : 우승 (2020), 4위 (2019)
- 천황배 : 4강 (2020)

 우라와 레드 다이아몬즈
- J리그컵 : 4강 (2021)
- 천황배 : 우승 (2021)
- 일본 슈퍼컵 : 우승 (2022)